# جاده ئی۹۷ اروپا
جاده ئی۹۷ اروپا (به انگلیسی: European route E97) یکی از جاده‌های اصلی قاره اروپا است که در کشور ترکیه قرار دارد.
این جاده که از شهر روستوف-نا-دونو (روسیه) شروع شده، در شهر عشق‌علی (ترکیه) به پایان می‌رسد و ۱۴۴۵ کیلومتر مسافت دارد.